# اليوم الوطني لتقنية المعلومات
اليوم الوطني لتقنية المعلومات أو إختصارًا اليوم الوطني للتقنية هو يوم وطني أقرته حكومة الوحدة الوطنية بعد مقترح قدّمته المؤسسة الليبية للتقنية لرئاسة الوزراء بأن يكون الأول من يونيو يومًا وطنيًّا لتقنية المعلومات في ليبيا. يُحتفل بهذا اليوم في كامل ربوع ليبيا وفي نفس اليوم والوقت بورش عمل وجلسات حوارية ومحاضرات تقنية.

## المستهدفون[5]
- المؤسسات العامة والخاصة المحلية والشركات التي تُعنى بالعمل التقني
- المهتمون بالتدوين التقني ومطوري ومُبرمجي المواقع والتطبيقات.
- أصحاب المشاريع التقنية الرائدة.
- شخصيات اعتبارية ذات تأثير في صناعة القرارات التقنيّة.
- طلاب الجامعات التقنية والمهتمين بالمجال من العاملين فيه.
- المصارف والشركات العالميّة العملاقة من الممولين المحتملين للمبادرات التقنية الصغرى.
- فرق الروبوتات والمهتمون بمجال الروبوتات.
- محترفو ألعاب الفيديو.
- منظمات المجتمع المدني التقنية ومطلقو المبادرات المحلية للتقنية.
- رواد المجتمع التقني في شتى أنحاء ليبيا.

## الفعاليات
تتضمن فعاليات اليوم الوطني محاضرات تقنية توعوية وجلسات حوارية مع مختصين في مختلف المجالات التقنية وورش عمل وتدريبات ومعارض جلّها في التقنية. يقوم متطوعون من مختلف المدن الليبية بالتسجيل لتنظيم الحدث في مدنهم، ليبدأ الحدث في مختلف المدن الليبية في نفس اليوم وفي نفس الوقت. يُحتفل بهذا الحدث في مختلف الأماكن، مثل: الكليات، المدارس، مساحات العمل، الجهات والشركات العامة والخاصة المختلفة المهتمة بالمجال التقني.

### الأنشطة المصاحبة[5]
تصاحب اليوم الوطني أنشطة أخرى متنوعة، مثل:
1. قمة المطورين.
2. جلسات تشريعات التقنية.
3. جلسات أمن المعلومات.
4. معرض التقنية المصغر.
5. سلامات ليبيا.
6. ملتقى قادة التقنية.

## وصلات خارجية
- الموقع الرسمي للحدث.
- قرار رئاسة الوزراء رقم 79 لسنة 2021 باعتماد الأول من يونيو يومًا وطنيًّا لتقنية المعلومات.
- القرار كملف PDF.